# Karungi
Karungi (finnisch Karunki) ist ein Ort (Småort) in der schwedischen Provinz Norrbottens län und der historischen Provinz Norrbotten.
Der Ort in der Gemeinde Haparanda bildete bis zur neuen Grenzziehung mit dem Vertrag von Fredrikshamn zwischen Schweden und Russland im Jahr 1809 zusammen mit dem finnischen Karunki eine gemeinsame Gemeinde. Die beiden Orte sind durch den Fluss Torne älv getrennt.
Karungi lag an der alten Haparandabahn und war Beginn der Bahnstrecke Karungi–Övertorneå.
Auf Gund der zurückgehenden Bevölkerung verlor der Ort 2018 des Status eine Tätortes.

## Persönlichkeiten
- Pär Hulkoff (* 1980), Metalmusiker

## Bilder

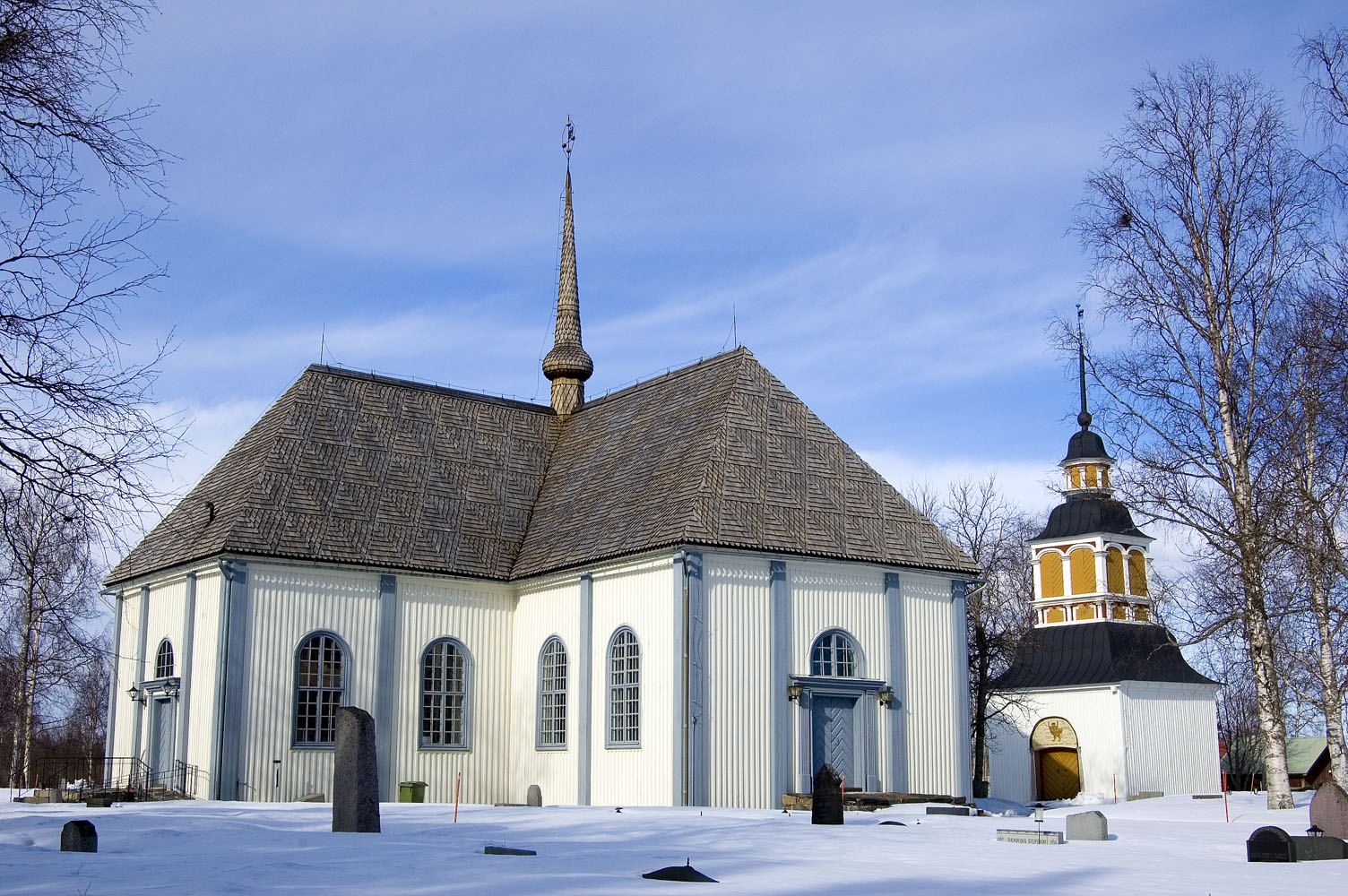
Karls Gustavs kyrka
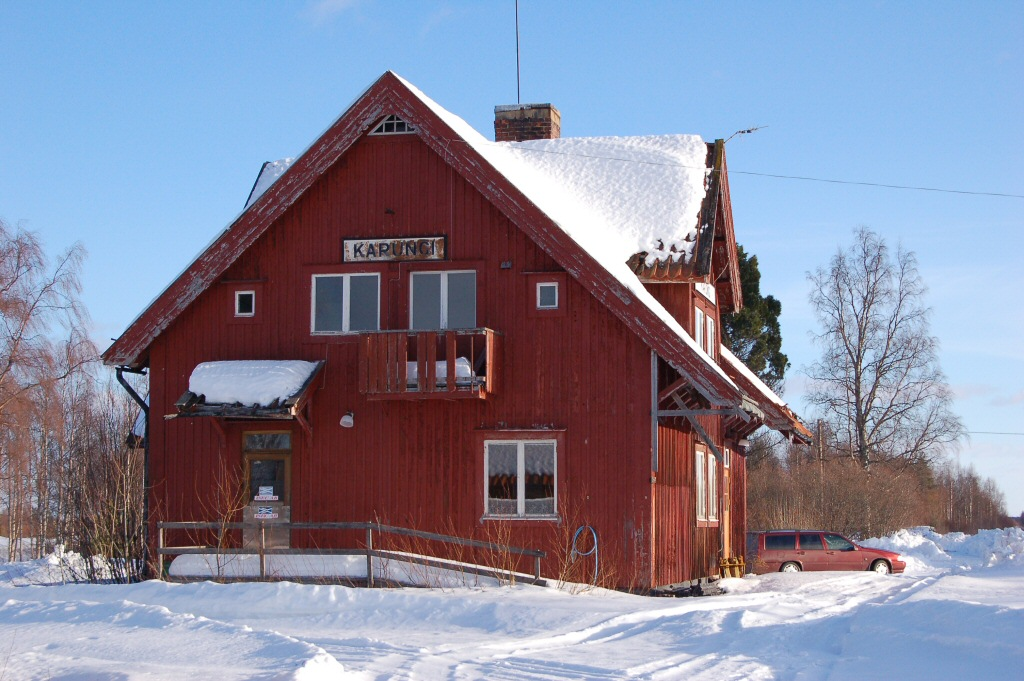
Bahnhof